# Ermita de Nuestra Señora de Olatz
La ermita de Nuestra Señora de Olatz u Olas / Olaz (como se recoge en documentos antiguos), es un templo de culto católico a la Virgen de Olatz situado en el barrio guipuzcoano de Izarraitz en Azpeitia (País Vasco, España), a escasos metros del Santuario de Loyola. Se trata de la Ermita más antigua de Azpeitia donde, desde mediados del siglo XV y hasta principios del siglo XVIII, se reunían las Juntas Particulares de Guipúzcoa. La Ermita tiene funciones parroquiales y se encuentra al cuidado de la Comunidad de Damas Catequistas de la Congregación de Dolores Sopeña, asentadas en un convento junto al templo desde comienzos del siglo XX. A su vez, es un lugar de peregrinación ignaciano, dada la devoción y veneración de Ignacio de Loyola a la Virgen de Olatz: paseaba diariamente frente a la Ermita, tal y como recuerdan unas lápidas colocadas en el camino viejo que, desde la villa, conduce a Loyola. Incluso cuando San Ignacio de Loyola se encontraba convaleciente de sus heridas y no pudiendo acudir hasta la ermita, entonaba desde la Salve una oración a la Virgen.
El templo fue declarado Zona de Presunción Arqueológica el 23 de septiembre de 1997, por el BOPV nº 195.

## Contexto
La importancia de la Ermita no solo se reduce a su significado para los lugareños de Azpeitia y su relación con San Ignacio de Loyola, sino que también resulta muy trascendente en la Historia de Guipúzcoa. A pesar de no conocerse con exactitud la fecha de su construcción, en el tríptico en forma de folleto informativo ofrecido por las Damas Catequistas a la entrada de la Ermita, se hace alusión a su carácter histórico y la certeza de que el levantamiento del templo fue anterior, incluso, a la fundación de la villa de Azpeitia en 1310, cuando Fernando IV otorgó la carta-puebla bajo el nombre Garmendia de Iraurgui. 

"La ermita de Olatz es, sin duda, una de aquellas modestas iglesias primitivas que nuestros mayores levantaron con el fin de que los fieles dispersos y diseminados en los caseríos, más o menos aislados entre sí, pudieran congregarse y celebrar en ellas cultos religiosos"
- Congregación de Damas Catequistas De Dolores Sopeña en Loyola

Desde el portal de turismo del Gobierno Vasco también datan el templo del siglo XIII, junto con el folleto informativo perteneciente a la Historia Eclesiástica del Santuario de Loyola donde se recoge el siguiente párrafo:

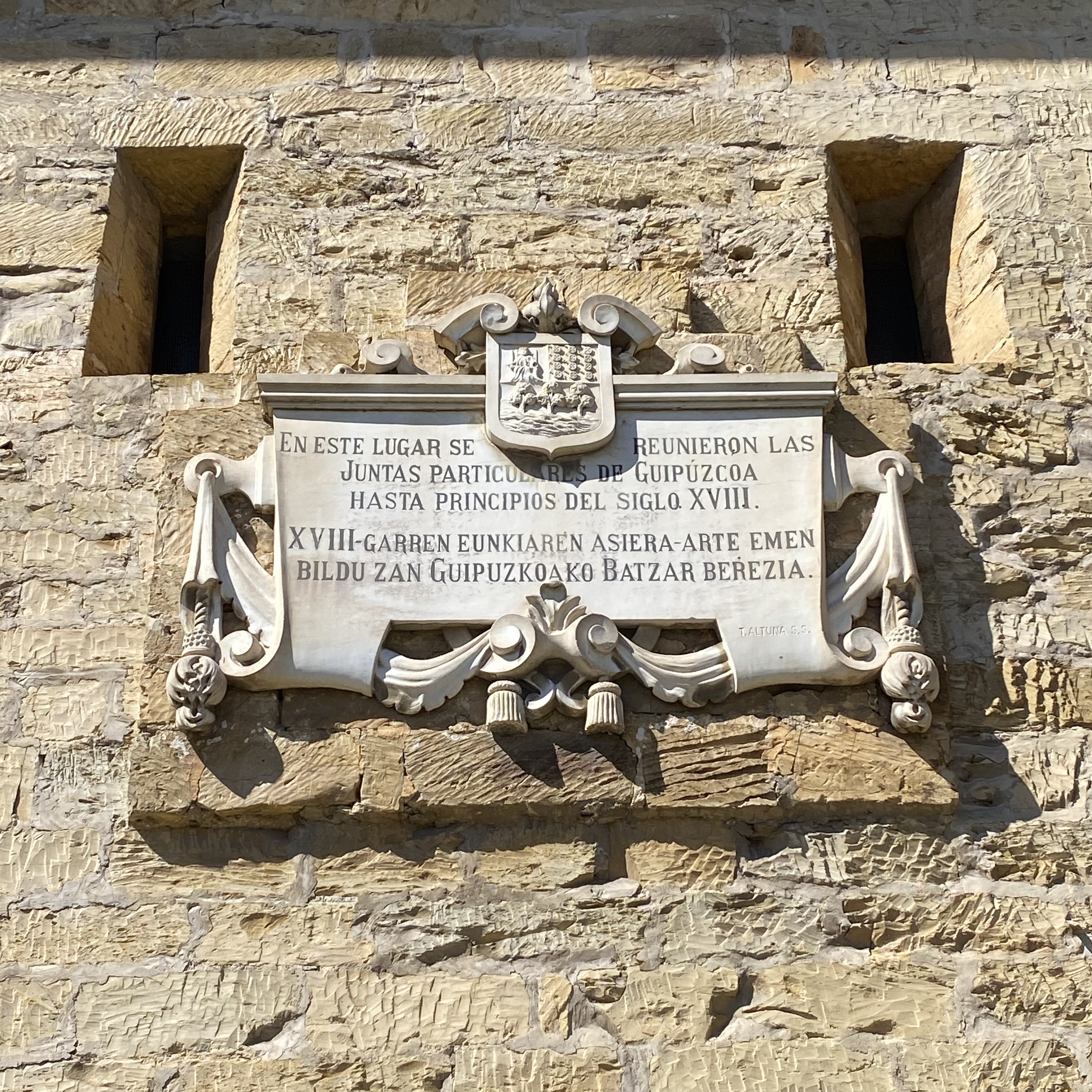
Placa conmemorativa de las Juntas de Guipúzcoa

"Una sencilla pero hermosísima y acogedora capilla del siglo XIII en la que se venera una preciosa imagen romántica de la Virgen que le da nombre al templo y al lugar"

### Celebración de las Juntas Particulares de Guipúzcoa en la Ermita de Nuestra Señora de Olas
La primera mención a la Ermita en documentos oficiales data del 15 de octubre de 1460, ya en el siglo XV, cuando la Junta Provincial que se reunió en Uzarraga escribe el rey Enrique IV de Castilla con el fin de que este autorice la celebración de las Juntas Particulares en Santa María de Olatz o en Santa Cruz de Azkoitia. No es hasta cuatro años después, el 11 de diciembre de 1464, en el testamento de Doña Sancha Yáñez de Loyola -VI señora de la casa de Loyola - , donde se vuelve a mencionar el templo bajo el deseo de la celebración de dos misas en "Santa María de Olás", ya que el documento está redactado en latín.
Por orden cronológico, estas son las Juntas Particulares de Guipúzcoa celebradas en la "Ermita de Nuestra Señora de Olas" hasta el año 1700:
| Fecha | 1591 | 1595 | 1595 | 1610 | 1632 | 1636 (2) | 1644 | 1645 | 1648 | 1654 | 1657 (2) | 1677 | 1692 | 1695 | 1700 |

En el año 1688 se encuentra también el Acta de la Junta Particular de Guipúzcoa, datada los días 12, 14 y 28 de julio junto con el 3, 11, 12, 14 y 15 de agosto, celebrada entre "Santa María de Olatz" y la ermita de San Agustín, en Azpeitia también.

### Coronación de la Virgen de Olatz (1952)
La devoción por la Virgen de Olatz es conocida históricamente, siendo un punto de religiosidad importante. Los fieles acudían a la ermita todos los miércoles con sus ruegos y, hasta 1974, cada sábado se celebraba una "sabatina", donde se realizaban rezos de rosario y una misa verpertina. Santa María de Olatz fue coronada canónicamente el 21 de septiembre de 1952, celebración donde fue elegida como Patrona de todos los azpeitianos. Por ello, anualmente se celebra una novena con misa en la Parroquia para preparar a los fieles para la festividad de la Coronación de Nuestra Señora de Olatz, el 18 de diciembre. Ese día comienza con una misa a las 8 de la mañana y a las 5 de la tarde se da por terminada la novena, junto con rosario y misa. Cuando algún vecino del pueblo fallece, se toca el toque de difuntos, conocido como hil kanpaia (en euskera). 
Se conocen otras costumbres en relación con la Virgen de Olatz como que las madres acudan con sus hijos recién nacidos para estar bajo su protección. También muchas madres que desean tener familia acuden a la Ermita, aportando como señal de súplica a la Virgen ropas de niño que, posteriormente, son regaladas a aquella gente que lo necesite. Incluso, se llega a recoger como se recibió dinero desde Ecuador, de una persona devota de la Virgen de Olatz que deseaba familia. Si el deseo de la mujer por ser madre se cumple, se celebra una misa de agradecimiento y las nuevas madres presentan a sus hijos recién nacidos. En el año 1993, casi 30 madres cumplieron con este inveterado rito.

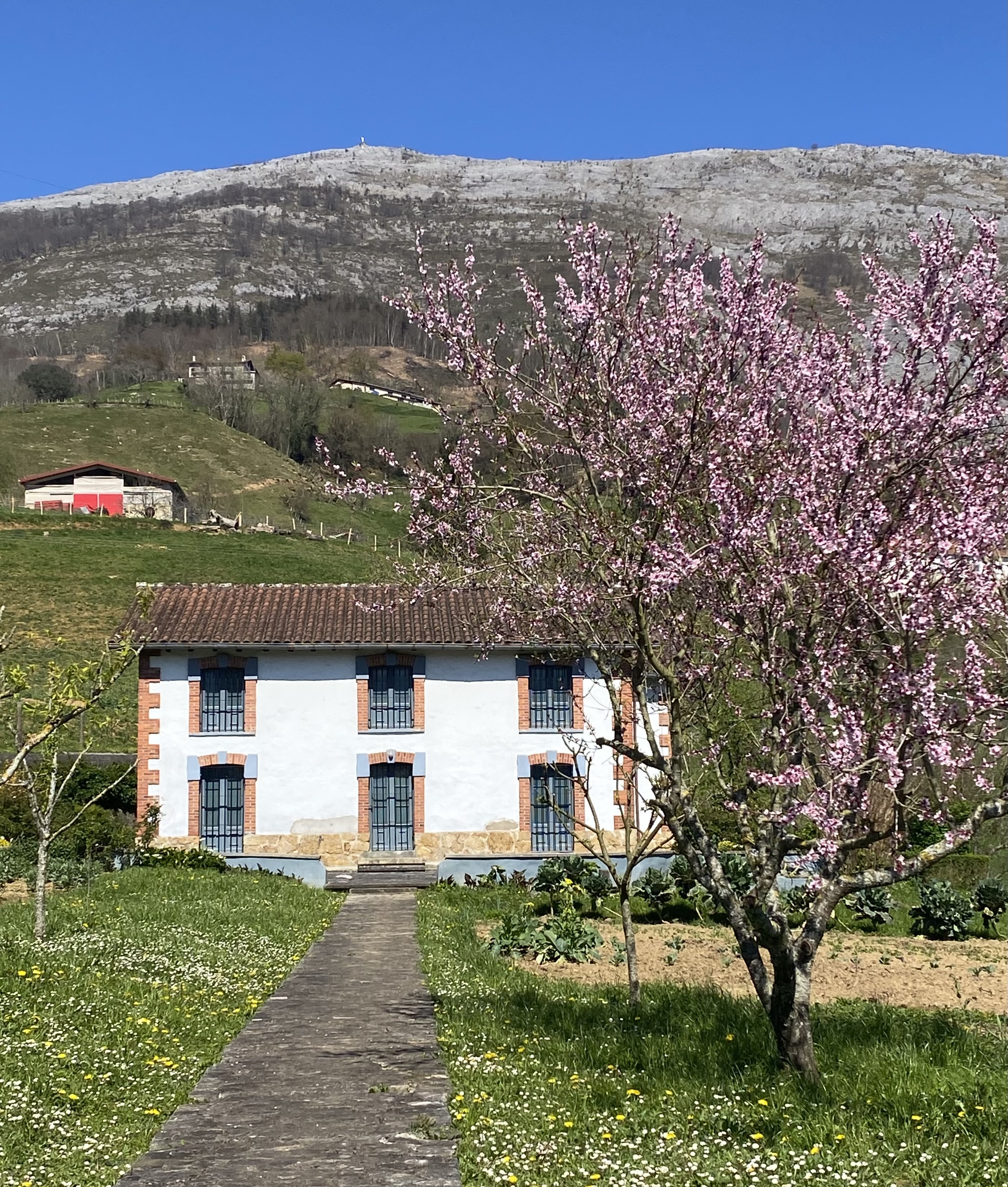
"La Casita de Olatz"

### Dolores Rodríguez Sopeña yLa Casita de Olatz
Al tratarse Loyola de la <<patria espiritual>> de Dolores R. Sopeña, a pocos metros de la ermita de Olatz, puede visitarse el sepulcro de Dolores junto con los nichos de muchas Catequistas, en un pequeño cementerio privado situado entre la Ermita y la apodada Casita, la primera Casa de Formación de las Catequistas de la Congregación adquirida por las primeras Catequistas para regalarla a la Madre Fundadora el Viernes de Dolores de 1905. Se trata de un humilde edificio de dos plantas donde residían las catequistas y la propia Dolores Rodríguez Sopeña y todavía se conserva intacta la habitación de la beata junto con parte de los muebles originales. Previo a 1912, cuando el edificio del Noviciado se levantó, la Casita se comunicaba con la Ermita de Nuestra Señora de Olatz mediante una pasarela, puesto que esta era utilizada como Capilla. Fue demolida y reedificada tal y como fue construida en el lugar donde actualmente se encuentra, detrás de la Ermita, en el año 1912. En la antigua habitación de la beata puede encontrarse un marco con apuntes íntimos de Dolores Sopeña donde, al empezar sus ejercicios en el año 1913, escribe el 18 de septiembre su traslado a la Casita "con ansia de soledad" y le causó el efecto de sentirse "una lámpara colgada del firmamento y yo dentro para recibir la luz del cielo". 

## Historia
La Ermita estaba habitada por serores o seroras, arcaísmo utilizado para referirse a aquellas personas que formaban parte de una orden o congregación religiosa y vivían en lugares de culto como los monasterios, cartujas o conventos. En la historia de la Ermita de Olatz recogida en el libro Azpeitia a lo largo de la Historia, el cargo de seror o serora se refería a la persona que se consideraba como representante del templo, como patrón o patrona. Sus patronos eran los señores de la Casa de Loyola junto con el alcalde de Azpeitia, en representación de la villa. Dada su importancia, durante algunos años tuvo a su servicio, dos seroras: María de Hurreeta o Urreta, nombrada en 1511 tras dar un dote de 10.000 maravedís y Sancha de Echenagusya, que entra en 1526 y por la que la Ermita se amplia. A la entrada de María de Urreta, se realiza inventario donde se encuentra lo siguiente:
- Dos pares de vestidos de sacerdote
- Un libro de altar
- Tres sábanas
- Tres pares de manteles de altar
- Una hucha para la ropa
- Algunos dineros
- La casa seroral junto a la ermita con dos camas, cocina completa con útiles de cocina como una mesa para amasar pan, una huerta y un manzanal con 10 o 12 manzanos.

Tras el fallecimiento de María de Hurreeta en 1529, se nombra como sustituta a María de Herrasti, tras aportar un dote de 10.000 maravedís. A su muerte en 1561, Ysabel De Larraaz se convierte en la nueva serora, dotando a la Ermita de dos camas cumplidas y 50 ducados. Ana de Azame es nombrada en 1564 en sucesión de Ysabel con un dote de 62 ducados de otro, ropas y dos camas cumplidas. En 1668, la serora Magdalena de Eleizalde nombra a María de Arregui Guerrenzuri, que sería sustituida por Catalina de Echeberría a su muerte, en 1683.

### Restauraciones y/o ampliaciones
La primera adecuación de la Ermita está datada el 5 de febrero de 1597, bajo la orden de las autoridades.

#### Primera restauración (1684-1685)
En el año 1683 llegaría Catalina Echeberría como serora ofreciendo cien ducados, con lo que se restauró al completo la casa de la Virgen de Olatz, entre los años 1684-85.

#### En peligro de desaparición (1711-1712) ==
El duro temporal del año 1711 dañó la Ermita y el 27 de diciembre las autoridades decidieron que los señores del templo deberían hacer frente a todas las tareas de reparación. Por desgracia, los daños causados eran mayores de lo que se esperaba y la ermita, a 26 de agosto de 1712, estaba a punto de desaparecer. Para su adaptación, el seror Lazaro Lainzera realizó los planos y el pago se realizaría a través de los dotes de Katalina Etxeberria, la antigua serora de la Ermita y Ana María Erkizia, la serora de aquel momento.

#### Trabajos de reparación (1776)
En 1776 Francisco de Ibero, arquitecto, se ocupa de la mayordomía de esta ermita. Después, Joxepa Sorazabal entraría como seror tras ofrecer 50 ducados que, sumados al dinero que ya habían recaudado mediante donaciones de los devotos de la Ermita, hicieron que las autoridades decidiesen realizar trabajos de reparación.

#### Carta en nombre de Izarrazpe: Obras indispensables (1863)
El 27 de abril de 1863 se anunciaba en el plano municipal la carta redactada por José Bixente Xendoia, Ramón Larrañaga y Jose Mari Goñi en nombre del Valle de Izarraizpe sobre las necesidades que se requerían, tal y como habían asegurado varios sacerdotes y personas que habían acudido a la Ermita:

"Los infrascritos en su nombre y en el de los demás del barrio de Izarraizpe, tienen el honor de dirigirse a V.S con una súplica que sin duda alguna la religiosa de esa Iltre (...) 

La ermita de Nuestra Señora de Olaz, la más antigua de Azpeitia, y entre cuyos gloriosos recuerdos cuenta con V.S esculpida en mármol la devoción singular que nuestro ínclito hijo el Patriarca San Ignacio de Loyola profesó en vida a la sagrada imagen que en ella se venera, se halla muy poco decente para que en ella pueda darse culto al Señor (...)
Las obras indispensables para su decencia y ormato son estas: 
El entablado de la ermita, la conclusión de la bovedilla, un retablo para la Virgen, que podrá hacerse con poco coste utilizando los restos de los de Santo Domingo y San Agustín, y una sacristia pequeña que deberá abrirse en terreno de la misma ermita..."

Entonces, el Ayuntamiento acordaría la realización de las obras necesarias, que sería pagada con los bienes de la parroquia, teniendo en cuenta la gran devoción entre los lugareños y los vecinos del entorno por la Virgen. Resultaba ya de vital importancia su acondicionamiento con base en lo que quedaba en pie del templo.

#### Levantamiento de emblema en el antiguo camino de Harzubi a Loyola (1868)
El cura Tomás Agirre Zabalaga y otros vecinos solicitaron el levantamiento de un emblema frente a la Ermita de Olatz, en el antiguo camino de Harzubi a Loyola, indicando que contaban con 416 reales y que los vecinos harían el trabajo. En la reunión celebrada el 10 de agosto se presentó también el diseño de un torreón que se podría levantar en la misma, con un coste total de 1.484 reales y medio, que se abarataría hasta los 600 o 700 reales gracias a la ayuda vecinal ofrecida. El Ayuntamiento acordó, entonces, al encargado de la parroquia que abonara lo que faltaba.

#### Retejado de la Ermita (2001)
La última modificación del edificio recogida en documentos oficiales es un retejado de la Ermita realizado en el año 2001 por parte del Ayuntamiento de Azpeitia.

## Descripción
La Ermita de Olatz es un templo de forma rectangular construido con esquinales de sillar y resto de sillarejo. Su tejado es de cuatro aguas y en la testera cuenta con cinco ventanas al exterior y otra ciega, además de una aspillera (o lumbrera), la espadaña con cruz y veleta. El pórtico defiende la puerta de entrada con tejado a un agua. A destacar en el muro posterior, una placa conmemorativa en mármol blanco con el escudo de Guipúzcoa con un texto (tanto en castellano como en euskera), donde se recoge la importancia de la Ermita, lugar de reunión de las Juntas Particulares de Guipúzcoa:

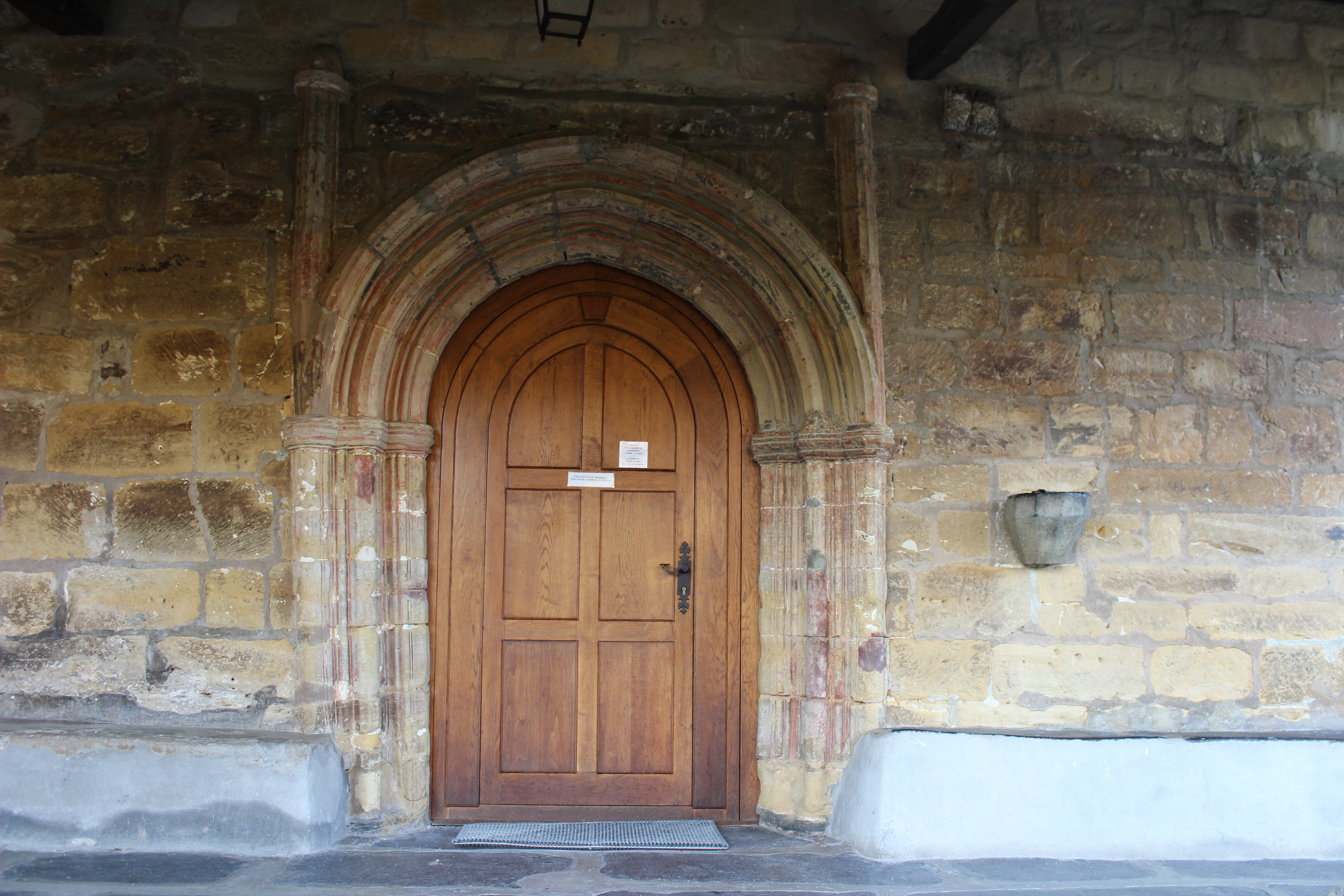
Puerta de entrada a la Ermita

"EN ESTE LUGAR SE REUNIERON LAS / JUNTAS PARTICULARES DE GUIPUZCOA / HASTA PRINCIPIO DEL SIGLO XVIII / XVIII- GARREN EUNKIAREN ASIERA ARTE EMEN / BILDU ZAN GUIPUZKOAKO BATZAR BEREZIA"

### Exterior ==
La puerta principal por la que se accede a la Ermita es de medio punto, con tres arquivoltas estriadas con capiteles lisos y flanqueada por robustas columnas, también estriadas y rematadas con capiteles idénticos. A la izquierda de la puerta se puede ver la aguabenditera junto con dos bancos corridos de piedra adosados a la pared, en ambos lados. El edificio se encuentra orientado al Este y tiene las siguientes medidas:

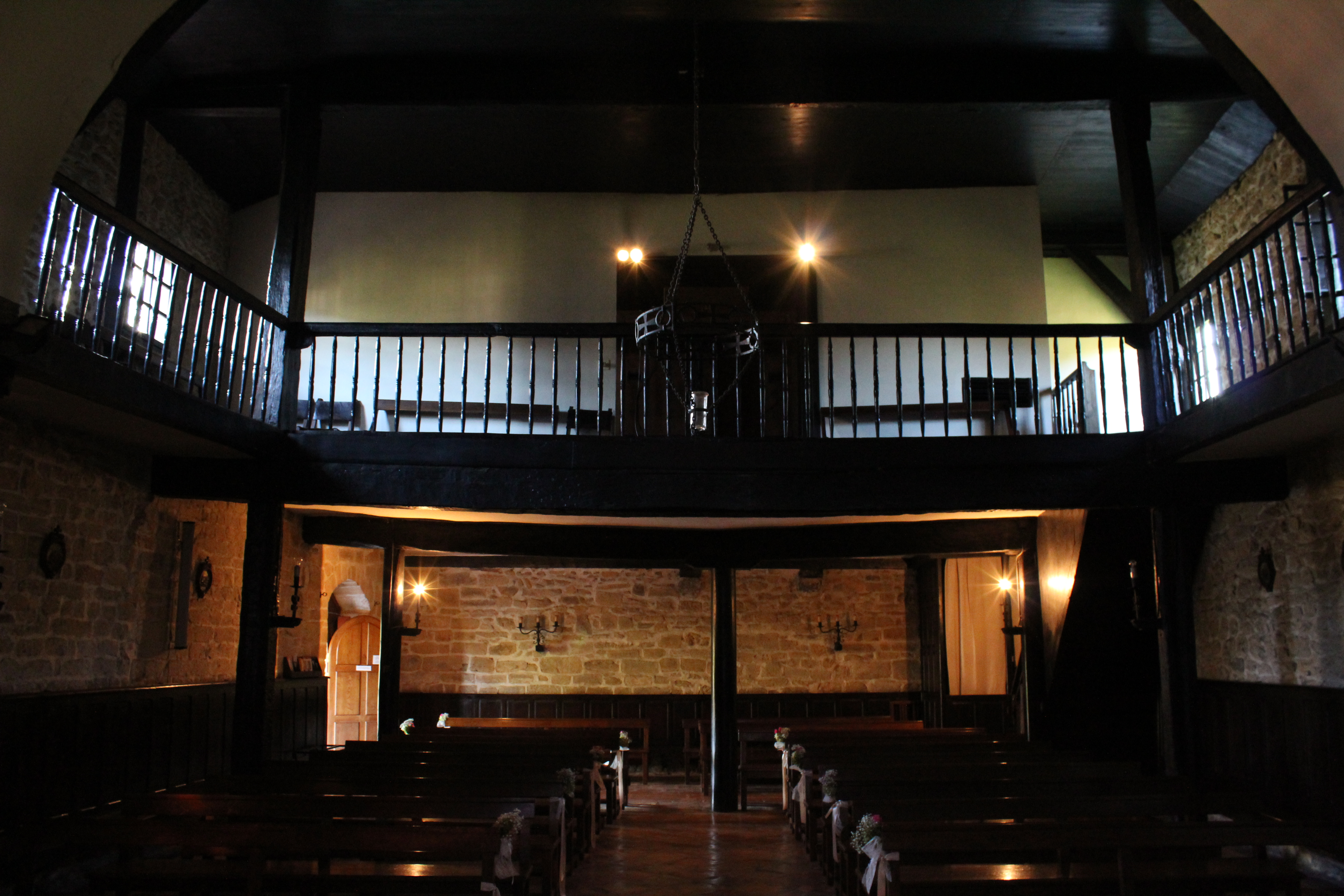
Interior de la Ermita

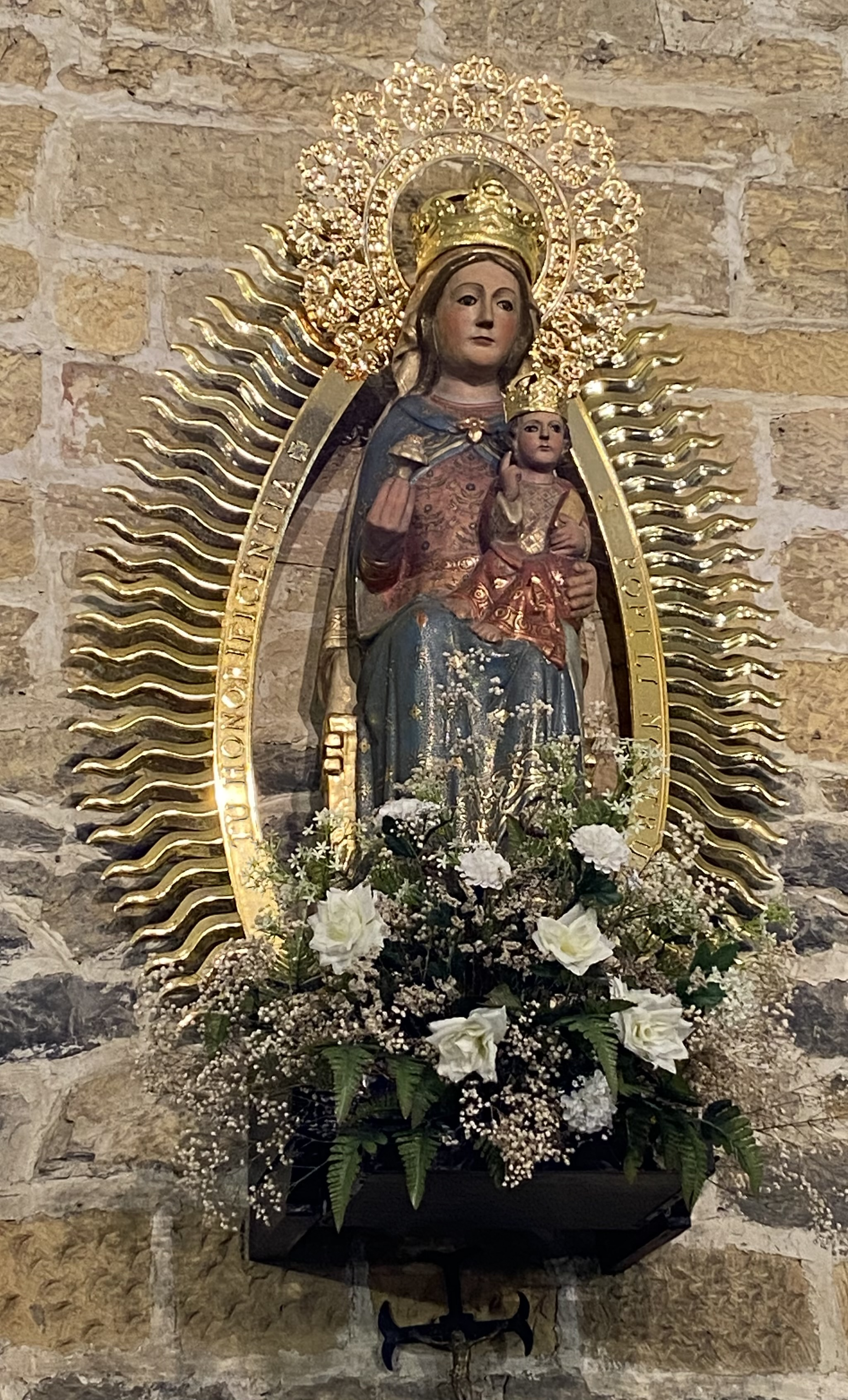
Imagen de la Virgen de Olatz

| Largo       | Ancho       | Parte porticada  | Sacristía        | Interiores         |
| ----------- | ----------- | ---------------- | ---------------- | ------------------ |
| 19,4 metros | 10,3 metros | 9,8 x 3,4 metros | 3,3 x 2,3 metros | 17,1 x 8,85 metros |

### Interior ==
El interior de la ermita cuenta con una bóveda de cañón y un coro de madera en forma de "U". Sobre la piedra, en el frente de la Ermita, se encuentra la talla de Nuestra Señora de Olatz, de 1.1 metros de altura. A su derecha, una talla de San Esteban albergada en una hornacina en arco de medio punto. En el pasado, contaba con hasta tres altares en su interior. Además, tiene bancos para los fieles.

#### Imagen de Nuestra Señora de Olatz
Tallada en madera de estilo gótico y policromada, se muestra a la Virgen de Olatz con la flor sagrada de loto y sosteniendo al Niño sentado en su rodilla izquierda con actitud de bendecir. Su rostro, con una tímida sonrisa y una expresión de dulzura y piedad, está sujeto a los cánones de la escultura gótica, tanto en la silueta del cuerpo como en el plegado de la ropa, exceptuando algunos resabios retrospectivos de carácter románico en sus miembros y en la estrechez de los hombros, que aumentan aún más el interés artístico de la obra.